# 國家颶風中心
國家颶風中心（英語：National Hurricane Center，缩写作 NHC）是一個美國国家气象局負責天氣預報的部門，在IERS參考子午線到西经140度线以及北大西洋北緯30度線和北緯31度線之間負責跟蹤和預測天氣系統。該機構與國家氣象局的邁阿密分支機構共同位於佛羅里達州佛羅里達大學公園佛羅里達國際大學校園。
在大西洋和東北太平洋颶風季節期間，颶風專家組（HSU）發布了東北太平洋和北大西洋的常規熱帶氣候前景。 當預計48小時內出現熱帶風暴或颶風狀況時，該中心將通過新聞媒體和國家海洋和大氣管理局（NOAA）氣象廣播發布监测和警報。
雖然國家颶風中心（NHC）是美國的一個機構，但世界氣象組織已經將其指定為北大西洋和東北太平洋的區域專責氣象中心，成為這些地區發生的熱帶氣旋預報和觀測資料交換所。其屬下的中太平洋颶風中心也是世界氣象組織指定為中北太平洋的區域專責氣象中心。
如果國家颶風中心斷電或喪失工作能力，中太平洋颶風中心則會協助支持東北太平洋的熱帶氣旋諮詢和熱帶天氣預報，而天氣預報中心則支持北大西洋的熱帶氣旋諮詢和熱帶天氣預報。

## 歷史
國家颶風中心成立於1898年12月19日，當時的總統威廉·麦金莱宣布成立氣象局（現為国家气象局 (美国)），以建立颶風預警網絡。隨著通訊和預報技術的發展，發布颶風警報的任務最終集中在國家氣象局的邁阿密氣象站。 
從1953年大西洋颶風季開始，國家氣象局開始以人的名字命名達到熱帶風暴狀態的颶風。經過三年計畫（1950-1952年颶風季節）後，該字母被國際民航組織拼寫字母所取代。 最初，這些颶風只使用女性名字，但由於對性別平等的抗議，從1979年颶風季節開始，除了女性名字之外，還使用了男性名字。 世界氣象組織目前編制並維護這些年度清單。颶風的名稱每六年更改一次，但造成災難性破壞的眾所周知的颶風除外。